# Thailändische Badmintonmeisterschaft 1956
Die Thailändische Badmintonmeisterschaft 1956 fand in Bangkok statt. Es war die fünfte Austragung der nationalen Meisterschaften von Thailand im Badminton.

## Titelträger
| Disziplin    | Sieger                                    |
| ------------ | ----------------------------------------- |
| Herreneinzel | Thanoo Khadjadbhye                        |
| Dameneinzel  | Pratuang Pattabongse                      |
| Herrendoppel | Sunthorn Subabandhu Kamal Sudthivanich    |
| Damendoppel  | Pratuang Pattabongse Ramphai Slobol       |
| Mixed        | Raphi Kanchanaraphi Boonrut Kanchanaraphi |